# Vřesůvka
Vřesůvka je potok pramenící u Vřesovic v nadmořské výšce asi 334 m. Poblíž Otonovic se vlévá jako pravostranný přítok do řeky Valové. Protéká obcemi Vřesovice, Výšovice nebo Čehovice.
Délka toku je necelých 9 km, plocha povodí 68 km², průměrný průtok 0,11 m³/s. Má tři pojmenované přítoky (Kelčický potok, Určický potok, Malý potůček) a několik bezejmenných.
V roce 2012 byl schválen projekt na revitalizaci toku, v jehož korytu se shromažďovaly nánosy. V roce 2014 došlo k úpravám při soutoku Vřesůvky a Malého potůčku u Čehovic, v roce 2019 došlo k vyčištění a zpevnění koryta přižně v úseku 400 m u obce Výšovice.
Mezi Výšovicemi a Čehovicemi je část toku odkloněno do Čehovického rybníku, který má plochu přibližně 4,5 ha.